# Montlainsia
Montlainsia – gmina we Francji, w regionie Burgundia-Franche-Comté, w departamencie Jura. W 2013 roku liczba ludności wynosiła 245 mieszkańców. 
Gmina została utworzona 1 stycznia 2017 roku z połączenia trzech ówczesnych gmin: Dessia, Lains oraz Montagna-le-Templier. Siedzibą gminy została miejscowość Lains.